# Protoxerus
Protoxerus is een geslacht van zoogdieren uit de familie van de eekhoorns (Sciuridae). De wetenschappelijke naam van het geslacht werd in 1893 gepubliceerd door Charles Immanuel Forsyth Major.

## Soorten
Er worden 2 soorten in dit geslacht geplaatst:
- Protoxerus aubinnii - Aubinn-eekhoorn
- Protoxerus stangeri - Oliepalmeekhoorn